# Depot von Vestec
Das Depot von Vestec (auch Hortfund von Vestec) ist ein Depotfund der frühbronzezeitlichen Aunjetitzer Kultur aus Vestec nad Mrlinou im Středočeský kraj, Tschechien. Es datiert in die Zeit zwischen 2000 und 1800 v. Chr. Der erhaltene Rest des Depots befindet sich heute im Museum von Poděbrady.

## Fundgeschichte
Das Depot wurde vor 1950 entdeckt. Die genaue Fundstelle und die Fundumstände sind unbekannt.

## Zusammensetzung
Das Depot bestand ursprünglich aus drei bronzenen massiven Ovalringen und einem Bruchstück eines weiteren. Heute ist nur noch das Bruchstück erhalten. Es wurde in einer zweischaligen Form gegossen. An der Innenseite ist eine Gussnaht erkennbar. Das erhaltene Ende weist Rillen auf, die erst nach dem Guss eingeritzt wurden. Der Ring ist im Bereich einer Höhlung gebrochen, die ursprünglich vielleicht mit einem Tonkern verfüllt war.